# Bảng đen

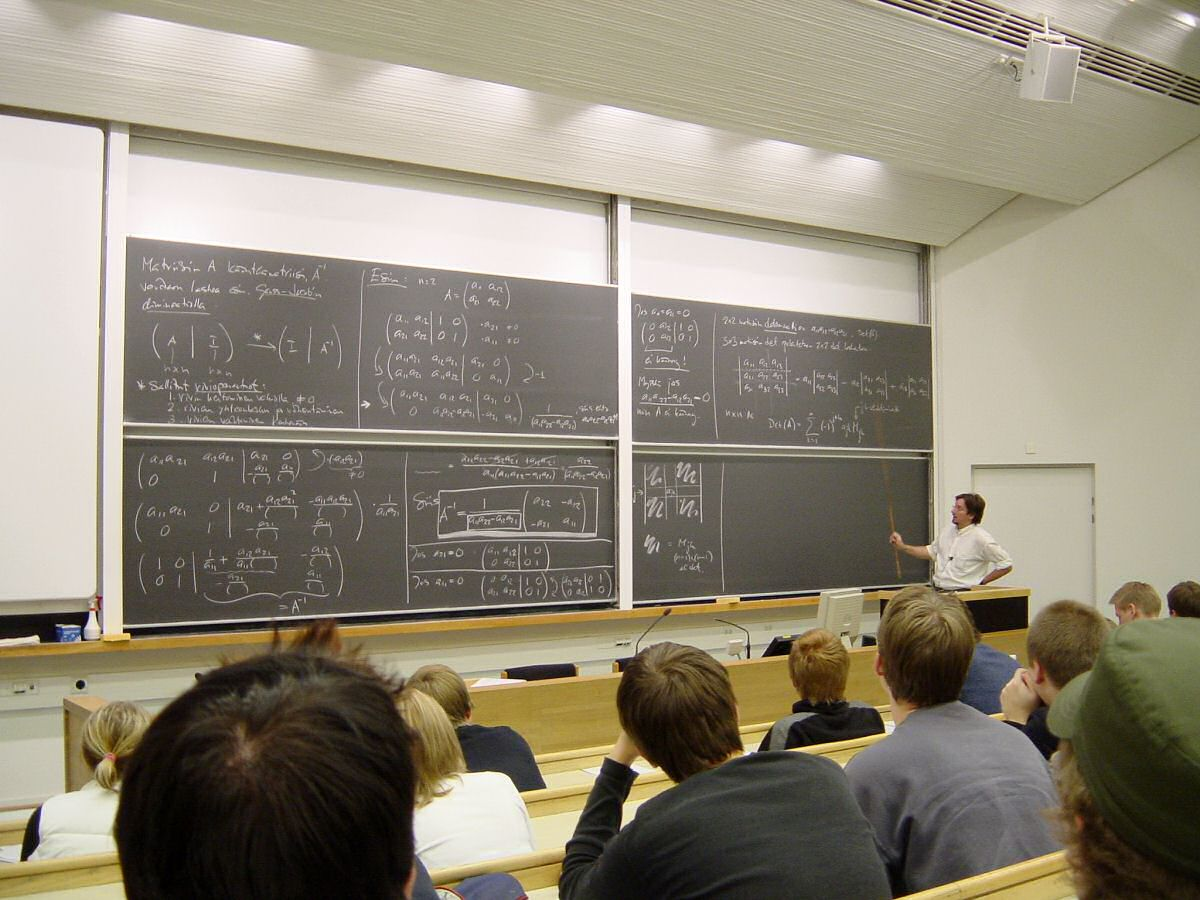
Tường có bốn bảng đen tại Đại học Công nghệ Helsinki

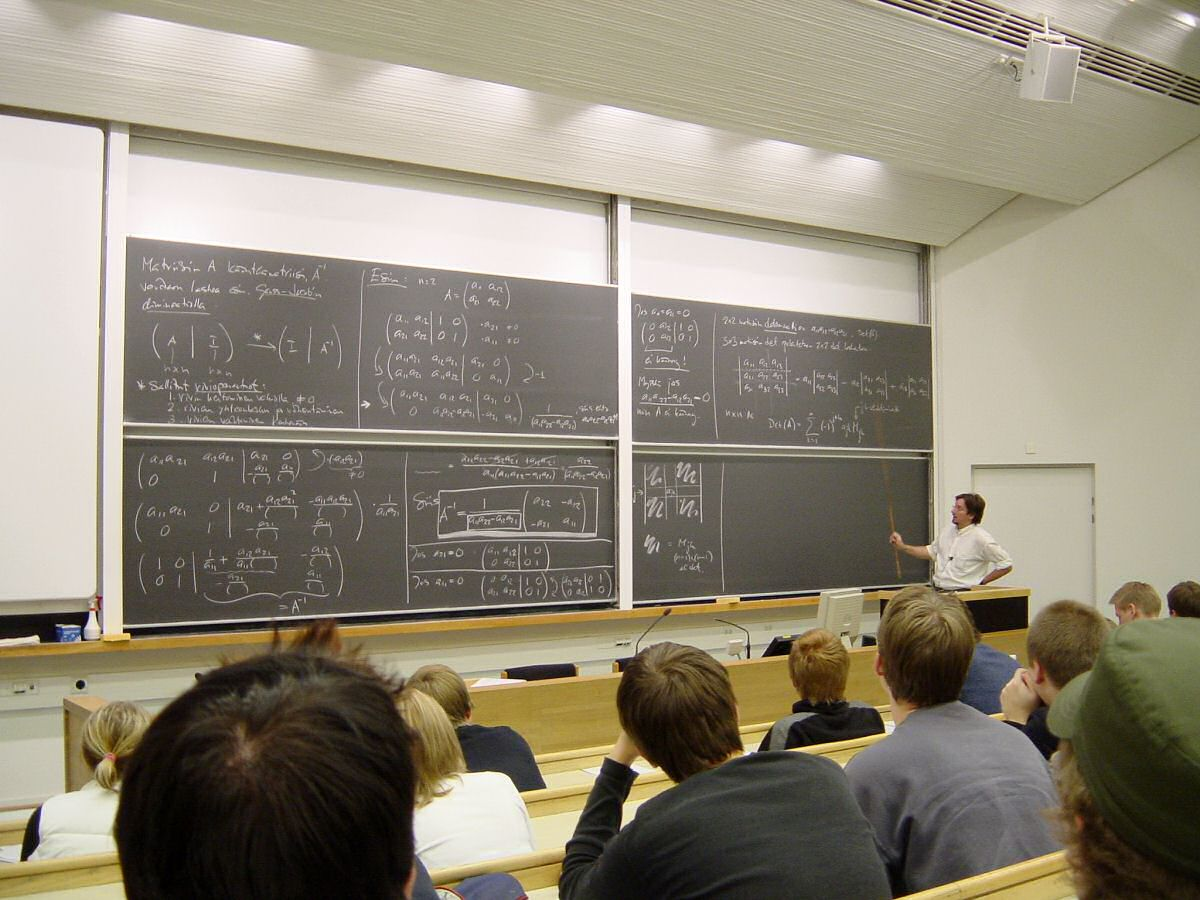
Tường có bốn bảng đen tại Đại học Công nghệ Helsinki

Bảng đen hay bảng phấn là loại bảng dùng để viết hay vẽ bằng viên phấn viết bằng thạch cao hay calci cacbonat. Ban đầu nó làm bằng phiến đá bảng mỏng, mượt, màu thâm đen. Bảng đen hiện nay thường màu xanh lục để dễ nhìn hơn. Tiếng phấn hay móng tay rít trên bảng đen làm phần nhiều người rất khó chịu.